# Eracle Nicoleanu

Generalul Eracle Nicoleanu.

Eracle Nicoleanu (n. 7 septembrie 1872 – d. 1943) a fost un general român, prefect al Poliției Bucureștilor și comandant al Jandarmeriei Române.

## Biografie
Înainte de intrarea României în Primul Război Mondial a lucrat în cadrul Secției I-a de pe lângă Marele Stat Major al Armatei, la Biroul 1 Informații.
În 1918 a fost avansat la gradul de general.
Între 1918-1930 generalul Eracle Nicoleanu a îndeplinit funcția de prefect al Poliției Capitalei (fiind cel mai longeviv prefect de poliție al Bucureștilor), apoi pe cea de comandant al Jandarmeriei Române (1930-1931).
Eracle Nicoleanu a fost, împreună cu soția sa, unul dintre ctitorii Bisericii „Cărămidarii de Jos” din București.
Bandele care terorizau capitala României la începutul anilor 1930, tâlhărind, furând, luând taxe de protecție și făcând scandaluri în locuri publice, căpătaseră amploare, iar criza economică acutizase fenomenul infracțional în ultimii ani ai conducerii lui Eracle Nicoleanu, deținător al funcției de prefect al Poliției Capitalei.
A decedat în 1943 și a fost înmormântat în Cimitirul Bellu.

## Decorații
- Cehoslovacia - Ordinul "Leul Alb" în grad de Mare Ofițer civil.
- Regatului Unit și al fostelor țări din Commonwealth - Ordinul militar "Pentru Servicii Deosebite" în grad de Compagnon.

## Denumire în onoarea sa
În prezent, Inspectoratul Județean de Jandarmi Vrancea poartă numele generalului Eracle Nicoleanu.